# Isla O'Brien
La isla O'Brien forma parte del archipiélago de Tierra del Fuego, ubicado en la parte austral de Chile. Pertenece al sector que, para su estudio, se ha denominado como de las islas del sur y suroeste.
Administrativamente pertenece a la Región de Magallanes y Antártica Chilena, Provincia Antártica Chilena, comuna Cabo de Hornos. La isla queda dentro del Parque Nacional Alberto de Agostini
Desde hace aproximadamente 6000 años hasta mitad del siglo XX, sus costas fueron habitadas por los pueblos kawésqar y yámana. A comienzos del siglo XXI, estos pueblos habían sido prácticamente extinguidos por la acción del hombre blanco.

## Historia
Debido a su carácter montañoso y accidentado y a la carencia de recursos, la isla ha estado deshabitada y solo de vez en cuando era recorrida por miembros de los pueblos kawesqar y yámana, pueblos que a mediados del siglo XIX  prácticamente habían desaparecido por la acción del hombre blanco.
La isla queda en territorio kawésqar, pero era visitada frecuentemente por los indígenas yámanas quienes acudían a buscar en ella y otras islas cercanas la pirita de hierro, mineral con el que conseguían las chispas necesarias para encender fuego.
Forma parte del parque nacional Alberto de Agostini dependiente de la Corporación Nacional Forestal.
Durante los meses de febrero y marzo de 1830 el comandante Robert Fitzroy con el HMS Beagle estuvo fondeado en caleta Doris y en puerto March rebuscando una embarcación que le fue robada por los indígenas, tiempo que aprovechó para trabajar en el levantamiento de la zona.

## Geografía
Tiene una orientación O-E con un largo de 13,5 millas en esa dirección y de 5,5 millas en su mayor ancho. Como toda la región que la rodea, es muy montañosa y boscosa.
La isla divide el canal Beagle en dos ramas, los canales Pomar y O'Brien, que corren el primero por su lado norte y que la separa de la isla Grande de Tierra del Fuego y el segundo por el lado sur que la separa de la isla Londonderry. De estos canales se recomienda navegar solo por el O'Brien ya que el Pomar es muy peligroso.
Su relieve es menos elevado hacia el norte que hacia el sur. En su lado sur se elevan cumbres y picachos que miden entre 600 y 1000 metros siendo especialmente notable por su aspecto y altura el monte Fantasma de 677 metros.
En su costa norte se encuentran puerto Almeida y puerto Ballenas. En la costa sur está caleta Canales y el surgidero Fantasma.

### Clima
En el sector de la isla reina casi permanentemente el mal tiempo, cae copiosa lluvia y el cielo está nublado. El clima se considera de carácter marítimo, con temperaturas parejas durante todo el año. El viento predominante es del oeste y sopla casi en forma continua y sin interrupción. Se puede decir que el régimen permanente es de mal tiempo bajo todas sus formas.